# Nad Niemnem (serial telewizyjny)
Nad Niemnem – polski czteroodcinkowy miniserial zrealizowany na podstawie filmu z 1986 na motywach powieści Elizy Orzeszkowej pod tym samym tytułem.
Serial składa się z czterech odcinków. Pierwszy trwa 51 min, drugi 53 min, trzeci 56 min, a czwarty 55 min.

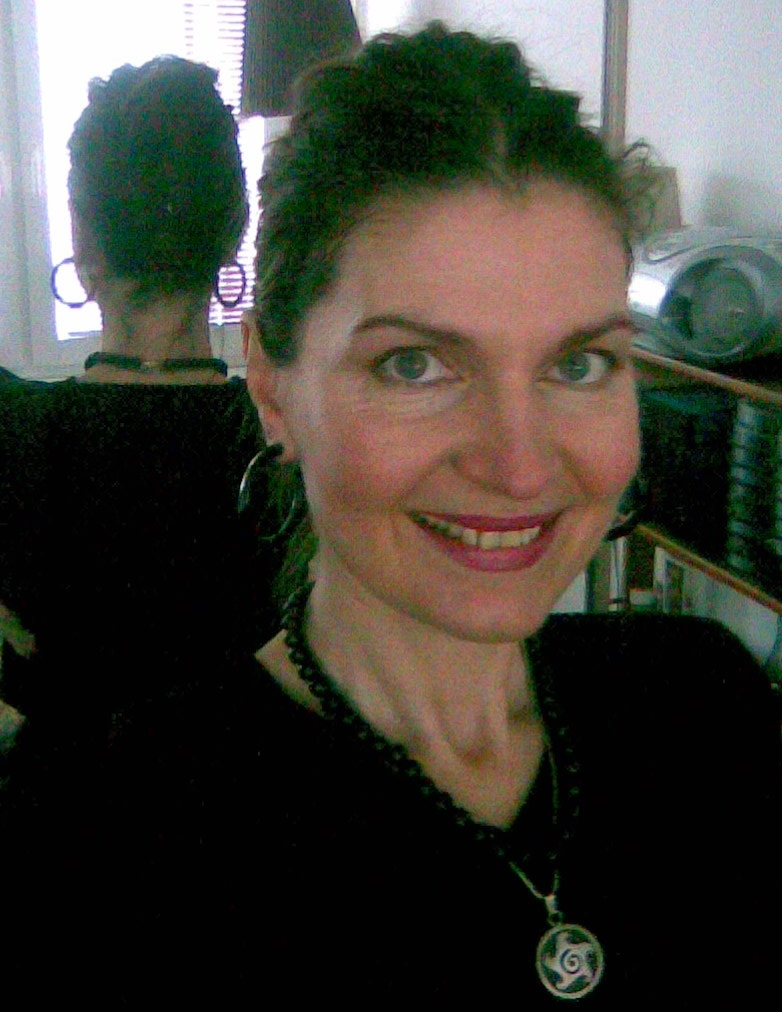
Iwona Katarzyna Pawlak, odtwórczyni roli Justyny Orzelskiej

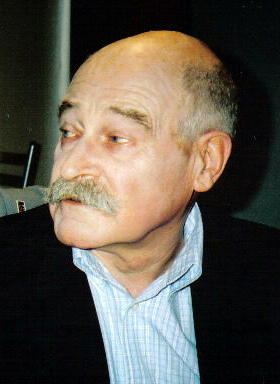
Janusz Zakrzeński, odtwórca roli Benedykta Korczyńskiego

## Obsada
- Iwona Katarzyna Pawlak – Justyna Orzelska
- Adam Marjański – Jan Bohatyrowicz
- Marta Lipińska – Emilia Korczyńska
- Janusz Zakrzeński – Benedykt Korczyński
- Bożena Rogalska – Marta Korczyńska
- Michał Pawlicki – Anzelm Bohatyrowicz
- Zbigniew Bogdański – Orzelski
- Jacek Chmielnik – Zygmunt Korczyński
- Andrzej Precigs – Teofil Różyc
- Edmund Fetting – Darzecki
- Ewa Wencel – Klotylda Korczyńska
- Eugeniusz Wałaszek – rządca majątku Korczyńskich
- Andrzej Szaciłło – Starzyński
- Magdalena Scholl – Antolka Bohatyrowiczówna

## Zdjęcia
Za plenery posłużyły: Bug (zamiast Niemna), okolice Drohiczyna, Białegostoku, Białej Podlaskiej, Drobnic, Gnojna i Wasilewa Szlacheckiego. Dworek rodziny Korczyńskich stanowił dwór w Turowej Woli. Film kręcono także w Koźlikach i Nowej Wsi.

## Nagrody
- 1987 – Zbigniew Kuźmiński – Nagroda Ministra Kultury i Sztuki I stopnia
- 1987 – Zbigniew Kuźmiński – Gdynia (do 1986 Gdańsk) (FPFF) – Złoty Talar (nagroda POLKINO)
- 1987 – Zbigniew Kuźmiński – Nagroda Szefa Kinematografii za twórczość filmową w dziedzinie filmu fabularnego za rok 1986
- 1987 – Kazimierz Radowicz – Nagroda Szefa Kinematografii za twórczość filmową w dziedzinie filmu fabularnego za rok 1986
- 1987 – Tomasz Tarasin – Nagroda Szefa Kinematografii za twórczość filmową w dziedzinie filmu fabularnego za rok 1986
- 1987 – Janusz Zakrzeński – Nagroda Szefa Kinematografii za twórczość filmową w dziedzinie filmu fabularnego za rok 1986